# Keenan Reynolds
Keenan Reynolds (Antioch, 13 dicembre 1994) è un ex giocatore di football americano statunitense che ha giocato nel ruolo di wide receiver.

## Carriera
Al college Reynolds giocò a football nel ruolo di quarterback con i Navy Midshipmen dal 2012 al 2015 stabilendo il record assoluto della NCAA Division I con 88 touchdown su corsa e il record per un quarterback della NCAA FBS con 4.559 yard corse. Fu scelto nel corso del sesto giro (182º assoluto) del Draft NFL 2016, venendo spostato nel ruolo di wide receiver ma non scendendo mai campo. Nel 2017 passò ai Washington Redskins, non riuscendo ancora a debuttare come professionista.
Il 16 maggio 2018, Reynolds firmò con i Seattle Seahawks. Il 1º settembre 2018 fu svincolato, rifirmando il giorno successivo con la squadra di allenamento. Il 12 settembre 2018 fu promosso nel roster attivo.

## Palmarès
- Numero 19 ritirato dai Navy Midshipmen